# Hegyi kőtörőfű
A hegyi kőtörőfű (Saxifraga adscendens) a kőtörőfű-virágúak (Saxifragales) rendjébe, ezen belül a kőtörőfűfélék (Saxifragaceae) családjába tartozó faj.

## Előfordulása
A hegyi kőtörőfű elterjedési területe a Pireneusok, az Alpok, a Kárpátok, a teljes Balkán-félsziget és Anatólia Fekete-tengertől délre fekvő hegyvidékei. Magyarországon Hollókő, Szarvaskő, Nagyvisnyó települések közelében és a Zempléni-hegységben őshonos igen ritka növényfaj. Észak-Amerika északnyugati negyedében és az Arktisz egyes szigetein is vannak őshonos állományai.

## Megjelenése
A hegyi kőtörőfű egy-, vagy kétéves évelő növény, amely tőlevélrózsából fejlődik ki a csírázást követően a nyár végére. Azok a növények, melyek kétéves életciklussal rendelkeznek, azok májusban virágoznak. A virágzás május elejétől június közepéig tart. Magvai igen aprók, viszont nagy mennyiségben teremnek és hosszú ideig csírázóképesek. Környezetére igen érzékeny növényfaj, mely rosszul viseli a nyílt, nedves talajrészek és a kőtörmelékek eltűnését, megbolygatását.